# Zahir (opowiadanie)
Zahir (hiszp. El Zahir), opowiadanie argentyńskiego pisarza Jorge Luisa Borgesa, opublikowane w 1949 roku.

## Zahir
Pojęcie Zahir (arab. ظاهِر) pochodzi z tradycji islamskiej i jest datowane na XVIII wiek. Zahir w języku arabskim znaczy widoczny, obecny, niemogący ujść uwagi. Może to być istota lub przedmiot. Gdy człowiek napotka go na swej drodze, zacznie on zajmować jego umysł, aż opanuje go w pełni. Wówczas nie będzie w stanie myśleć o niczym innym. Uznaje się to za oznakę świętości bądź szaleństwa. Zahir jest również utożsamiany z demonem opętania.